# Dorésjön
Dorésjön är en insjö i Saskatchewan i Kanada. Med 640 km² är den Saskatchewans sjunde största sjö. Doré är kanadensisk franska för glasögongös.

## Artikelursprung
Den här artikeln är helt eller delvis baserad på material från engelskspråkiga Wikipedia, tidigare version.